# Бронепалубни крайцери тип „Топаз“
Tопаз (на английски: Topaze) са серия бронепалубни крайцери от 3-ти ранг на Британския Кралски флот, построени през 1900-те години на 20 век. Представляват развитие на крайцерите от типа „Пелорус“. Всички кораби имат имена на скъпоценни камъни. Серията кораби понякога се нарича и тип „Джем“ (на английски: Gem; на български: скъпоценен камък). Всичко от проекта са построени 4 единици: „Топаз“ (на английски: HMS Topaze), „Аметист“ (на английски: HMS Amethyst), „Даймънд“ (на английски: HMS Diamond) и „Сапфир“ (на английски: HMS Sapphire).
Крайцерът „Аметист“ става първият голям военен кораб с паротурбинна енергетична установка. Първоначално Кралският флот смята да построи още 4 крайцера от този тип, но впоследствие започва строежа на крайцери скаути. По този начин, крайцерите от типа „Топаз“ са последните бронепалубни крайцери 3-ти ранг в британския флот.

## Проектиране
През април 1901 г. са поръчани 21½-22 възлови крайцера със съвършено нова конструкция, въоръжени с десет 4-ри дюймови оръдия (нов образец) и осем 3 фунтови противоминни оръдия. Скоростта на проекта не е избрана случайно, а целта е да се надмине немския тип „Газеле“. Контролерът на флота, контраадмирал Мей по-късно обяснява, че 6 дюймовите оръдия не са разглеждани, поради това, че са сметнати за по-мощни отколкото е необходимо, а следва да се увеличи броя оръдия (за да се увеличи вероятността да се уцели бърза и маневрена цел). Общият калибър на основната батарея (ГК) е избран за улесняване подаването на боеприпасите. При разглеждането на проекта, е оценено като желателно корабите да носят повече оръдия от ГК, отколкото имат „Газелите“.
Поставянето на новото въоръжение изисква по-голяма дължина и повече мощност. През май Директора на военноморското строителство моли за допълнителна водоизместимост и пространство, необходими за добавянето на 1200 к.с. към съществуващия проект. В края на май военноморския Съвет се среща отново и отново увеличава изискванията. Сега те искат 12 4 дюймови оръдия (от съществуващ модел, оказва се, че новото оръдие няма да е готово в необходимия срок), плюс всичките 3-фунтови и два 356 mm торпедни апарата. Дванадесетте 102 mm оръдия са с две повече, отколкото на немските кораби, но британският снаряд е по-лек от снаряда на 105 mm немско оръдие.
Котлите също трябва да са нови, с тънкостенни тръби с малък диаметър, за да се постигне скоростта от 21¾ възела. Защитата следва да съвпада с тази на типа „Пелорус“, нормалният запас въглища следва да е 300 дълги тона. Максималният запас, за да се достигне далечина на плаване от 5000 морски мили на 10 възела, по предварителни оценки, трябва да бъде 780 тона.

## Конструкция
На следващия ден след заседанието на Съвета на (28 май) Уилям Уайт оценява, че за да постигне по-високата скорост и по-голямото въоръжение новият крайцер следва да е с 30 фута по-дълъг и ще е необходима водоизместимост от минимум 3000 тона с мощност от 10 000 до 10 500 к.с. За да се подобри мореходността при тези промени увеличават височината на бака. Най-голямото изменение, след одобряването на проекта, е преминаването от 356 mm на 450 mm торпеда, с намаляване на запаса от тях на четири от пет.

### Въоръжение
Главният калибър е от дванадесет 102 mm/40 (QF 4 inch Mk III) оръдия в единични установки. Далечината на стрелба при тях е до 8200 m. Техния 25 фунтов снаряд (11,34 kg) се оказва недостатъчно мощен. През 1907 г. е разработен нов 31 фунтов (14,06 kg) снаряд. Боекомплектът е 2400 изстрела (200 снаряда на ствол).

### Бронирование
Броневата палуба се явява главната защита на крайцерите. Хоризонталният участък от палубата има дебелина 19 – 25 mm, скосовете спускащи се към бордовете имат дебелина 25 – 51 mm. Бойната рубка има дебелина на стените 76 mm. Щитовете на оръдията на главния калибър са с дебелина 25 mm.

### Силова установка
„Топаз“, „Сапфир“ и „Даймънд“ са с по две парни машини с мощност около 10 000 индикаторни конски сили (7460 кВт) и развиват максимална скорост около 22 възела (40,7 км/ч). „Аметист“ е с парни турбини, ставайки първия кораб, по-голям от разрушител с такава силова установка. Той развива мощност от 12 000 к.с. и достига скорост 23 възела, макар максималното плаване на 10 възела при него да е по-малко, силовата установка е по-ефективна на висока скорост и по сравнение с братята му далечината на плаване при него при скорост от 20 възела е повече.
„Топаз“ и „Даймънд“ носят 10 котли „Лейърд-Норман“ („Аметист“ – „Яроу“, „Сапфир“ – „Рид“).

#### Турбините на военните кораби
В британския флот са проведени обширни сравнителни изпитания на парни машини и турбини, на основата на сравняването на два еднотипни крайцера. Оказва се, че на ход до 15 възела разходът на гориво е по-нисък за машин, при над 15 за турбините.
| Сравнение на различните типове енергетични установки на крайцерите |                 |                 |              |              |                                              |
| Крайцер                                                            | Скорост, възела | Скорост, възела | Мощност к.с. | Мощност к.с. | Почасов разход на гориво, фунта (дълги тона) |
|                                                                    | „Топаз“ (ПМ)    | „Аметист“ (ПТ)  | „Топаз“      | „Аметист“    | „Топаз“/ „Аметист“                           |
| Проектна мощност (4-часови изпитания)                              | 21,75 (22,10)   | 22,5 (23,63)    | 9800 (9862)  | 12 000 ()    | 26 150 (11,67) / 24 412 (10,9)               |
| Максимална продължителна скорост (8-часови изпитания)              | 20,06           | 20,6            | 6689         |              | 15 451 (6,9) / 10 937 (4,9)                  |
| Средна скорост                                                     | 18,1            | 18,2            | 4493         |              | 10 484 (4,8) / 8372 (3,74)                   |
| 14 възела                                                          | 14,1            | 14,0            | 2251         |              | 4640 (2,071) / 4750 (2,120)                  |
| 10,0 възела                                                        | 10,0            | 10,0            | 897          |              | 2296 (1,025) / 2893 (1,291)                  |

## История на службата
| Име                 | Заложен           | Спуснат на вода   | Влиза в строй      |
| ------------------- | ----------------- | ----------------- | ------------------ |
| HMS Topaze (1903)   | 14 август 1902 г. | 23 юли 1903 г.    | ноември 1904 г.    |
| HMS Amethyst (1903) | 7 януари 1903 г.  | 5 ноември 1903 г. | 17 март 1905 г.    |
| HMS Diamond (1904)  | 24 март 1903 г.   | 6 януари 1904 г.  | януари 1905 г.     |
| HMS Sapphire (1904) | 30 март 1903 г.   | 17 март 1904 г.   | 7 февруари 1905 г. |

## Оценка на проекта
| ТТХ на крайцерите – ескадрени разузнавачи |                                                                 |                                           |                                           |                                           |                                           |                                                    |                                                               |                                                               |
| Характеристики                            | „SMS Nymphe“ Германия                                           | „Пелорус“ · Великобритания                | „Топаз“ · Великобритания                  | „Аметист“ · Великобритания                | „Патфайндър“ · Великобритания             | „Новик“ Русия                                      | „SMS Hamburg“ Германия                                        | „SMS Lübeck“ Германия                                         |
| Година на залагане                        | 1898                                                            | 1895                                      | 1902                                      | 1903                                      | 1903                                      | 1900                                               | 1902                                                          | 1903                                                          |
| Година на влизане в строй                 | 1901                                                            | 1897                                      | 1904                                      | 1905                                      | 1905                                      | 1901                                               | 1904                                                          | 1905                                                          |
| Размери, m (Д×Ш×Г)                        | 105,1 ×12,2 ×5,44                                               | 95,55×11,13×3,7                           | 113,9×12,2×4,4                            | 113,9×12,2×4,4                            | 116×11,77×3,96                            | 110,1×12×5                                         | 111,1×13,3×5,61                                               | 111,1×13,3×5,40                                               |
| Водоизместимост, t                        | 2659                                                            | 2169                                      | 3048                                      | 3048                                      | 2946                                      | 3080                                               | 3278                                                          | 3265                                                          |
| Въоръжение                                | 10 – 105 mm, ТА 2×1 – 450 mm                                    | 8 – 102 mm, 8 – 47 mm, ТА 2×1 – 356 mm    | 12 – 102 mm, 8 – 47 mm, ТА 2×1 – 450 mm   | 12 – 102 mm, 8 – 47 mm, ТА 2×1 – 450 mm   | 10 – 76,2 mm, 8 – 47 mm, ТА 2×1 – 450 mm  | 6 – 120 mm, 6 – 47 mm, ТА 5×1 – 380 mm             | 10 – 105 mm, 10 – 52 mm, ТА 2×1 – 45 mm                       | 10 – 105 mm, 10 – 52 mm, ТА 2×1 – 45 mm                       |
| Брониране, mm                             | Палуба – 20 – 25, скосове – 50, щитове оръдия: – 50, рубка – 80 | Палуба – 20 – 51, щитове – 25, рубка – 76 | Палуба – 20 – 51, щитове – 25, рубка – 76 | Палуба – 20 – 51, щитове – 25, рубка – 76 | Палуба – 16 – 37, пояс – 51, рубка – 76,2 | Палуба – 30, скосове – 51, щитове – 25, рубка – 30 | Палуба – 20 – 35, скосове – 50 – 80, щитове – 50, рубка – 100 | Палуба – 20 – 35, скосове – 50 – 80, щитове – 50, рубка – 100 |
| Силова установка, к.с.                    | ПМ, 8000                                                        | ПМ, 7000                                  | ПМ, 9800                                  | ПТ, 12 000                                | ПМ, 16 500                                | ПМ, 17 000                                         | ПМ, 10 000                                                    | ПТ, 11 500                                                    |
| Запас въглища нормален/пълен, t           | 380/560                                                         | 254/523                                   | 305/762                                   | 305/762                                   | /609                                      | 360/600                                            | 400/860                                                       | 400/860                                                       |
| Далечина на плаване, морски мили          | 3570 при 10 възела                                              | ?5000 при 10 възела                       | 5000(проектна) ?7000 при 10 възела        | ?5500 при 10 възела                       |                                           | 3428 при 10 възела                                 | 4270 при 12 възела                                            | 3800 при 12 възела                                            |
| Проектна скорост, възела                  | 21,5                                                            | 20                                        | 21¾                                       | 22,5                                      | 25                                        | 25                                                 | 22                                                            | 22,5                                                          |
| Максимална скорост, възела                | 21,4                                                            |                                           | 22,3                                      | 23,4                                      | 25,22                                     | 25,6                                               | 23,3                                                          | 23,1                                                          |